# Sirdavidia
Genre
Classification phylogénétique
Sirdavidia est un genre monotypique de plantes à fleurs de la famille des Annonaceae.
Cette plante rare du Gabon attire les abeilles. Son nom lui vient de David Attenborough, journaliste à la BBC et auteur de nombreux documentaires naturaliste.